# Basiothia medea
Basiothia medea is een vlinder van de familie van de pijlstaarten (Sphingidae), van de onderfamilie van de Macroglossinae. De wetenschappelijke naam van deze soort is voor het eerst voorgesteld als Sphinx medea door Johan Christian Fabricius in een publicatie uit 1781.

## Verspreiding
De soort komt voor in Kaapverdië, Senegal, Gambia, Mali, Burkina Faso, Eritrea, Ethiopië, Guinee-Bissau, Guinee, Sierra Leone, Ivoorkust, Ghana, Togo, Nigeria, Kameroen, Gabon, Centraal Afrikaanse Republiek, Congo-Brazzaville, Congo-Kinshasa, Oeganda, Kenia, Rwanda, Tanzania, Angola, Zambia, Malawi, Mozambique, Namibië, Botswana, Zimbabwe, Zuid-Afrika, Lesotho, de Comoren, Madagaskar, Réunion, Mauritius en Jemen.

## Waardplanten
De rups leeft op:
- Rubiaceae
  - Borreria latifolia
  - Borreria scabra
  - Borreria verticillata
  - Dioda sp.
  - Oldenlandia corymbosa
  - Oldenlandia lancifolia
  - Pentanisia schweinfurhtii'
  - Pentas sp.
  - Richardia scabra
  - Richardsonia sp.
  - Spermacoce natalensis
  - Spermacoce octodon
- Scrophulariaceae
  - Ilysanthes gracilis
- Verbenaceae
  - Verbena sp.